# Goobacks
Goobacks (aflevering #807) is een aflevering van de amimatieserie South Park. Het is de zevende aflevering van seizoen 8. Het thema van de aflevering is een satire over illegale immigratie, en de aflevering staat bekend om de catchphrase 'They took our jobs!'

## Het verhaal
Op een ochtend arriveert een vreemde man in South Park. Hij blijkt via een tijdportaal uit het jaar 3045 te zijn gekozen, spreekt een vreemd taaltje, en is kaal. Hij wil in South Park werken om voor zijn familie in 3045 te kunnen zorgen. Al snel komen steeds meer mensen uit de toekomst. Wanneer Stan, Kyle, Cartman en Kenny sneeuw willen schuiven de volgende dag, blijkt dat de mensen uit de toekomst dit al doen voor bijna geen geld. Uitgezet over duizend jaar tegen rente-op-rente levert dat genoeg geld voor de familie op.
Al snel verdringen de toekomstmensen South Parkers uit hun banen omdat ze bereid zijn voor bijna niets te werken, wat tot werkloosheid leidt. De toekomstmensen krijgen de bijnaam 'goobacks' vanwege het slijm waarmee ze bedekt zijn als ze uit de tijdportaal komen (feitelijk een verwijzing naar de bijnaam 'wetbacks' voor Mexicanen). Andere bronnen van ergernis zijn het feit dat ze zich niet aanpassen of Engels leren maar verwachten dat iedereen zich aan hen aanpast. Zelfs op school worden de lessen mede in toekomsttaal gegeven vanwege het grote aantal kinderen uit de toekomst.
Dit leidt tot aversie van de South Parkers die hun baan hebben verloren, terwijl een ander deel van het dorp het voor de toekomstmensen opneemt en beweert dat de protesteerders 'tijdisten' (racisten) zijn. Stans vader Randy verdedigt ook de toekomstmensen (en straft Stan voor het gebruik van het woord 'gooback') tot ook hij zijn baan als geoloog verliest doordat iemand uit de toekomst het voor bijna niets wil doen.
De protesteerders bedenken een plan om van de toekomstmensen af te komen, namelijk door een grote homoseksuele orgie te beginnen. Als iedereen homo is komen er immers geen kinderen en dus ook geen toekomstige mensen die kunnen terugkeren om banen af te pakken. Randy Marsh wordt (nog steeds naakt) geïnterviewd door CNN terwijl Stan zich kapot schaamt. Stan roept op TV dat hij begrijpt dat de wereld van de toekomst overbevolkt en arm en verschrikkelijk is, maar als men zomaar iedereen naar het heden laat komen, wordt ook het heden verschrikkelijk. Wat de mensen moeten doen is ervoor zorgen dat de toekomst beter wordt. Aldus geschiedde en de mannen trekken hun kleren aan om bomen te planten, zonnepanelen te plaatsen, afval te recyclen, en de armen te helpen. En het lijkt te werken; de toekomstmensen lossen op in het niets.
Totdat Stan op een gegeven moment roept dat dit nog nichteriger is dan de homoseksuele orgie, waarop alle mannen en de vier jongens opnieuw hun kleren uittrekken en de orgie hervatten.